# Havøysund
Havøysund è un villaggio della Norvegia, situato nella municipalità di Måsøy, nella contea di Finnmark.